# Netdata
Netdata é uma ferramenta parcialmente de código aberto projetada para coletar métricas em tempo real, como uso de CPU, atividade de disco, uso de largura de banda, visitas ao site, etc., e depois exibi-las em gráficos ao vivo, fáceis de interpretar.

## Visão geral
O Netdata consiste em um daemon que, quando executado, é responsável por coletar e exibir informações em tempo real.
Ele é escrito principalmente em C, Python e JavaScript e tem como objetivo usar o mínimo de recursos do sistema.
Pode ser executado em qualquer sistema Linux para monitorar qualquer sistema ou aplicação, sendo capaz de rodar em PCs, servidores e dispositivos Linux embarcados.

## Características
O Netdata foi projetado para ser instalado em um sistema sem interromper nenhum dos aplicativos em execução nele. Ele opera de acordo com os requisitos de memória especificados pelo usuário, usando apenas os ciclos ociosos da CPU. Quando o aplicativo é iniciado, ele não executa E/S de disco além do registro. A ferramenta é salva no disco ao final da execução e é recarregada na inicialização.
Por padrão, ele contém certos plugins que coletam métricas importantes do sistema, mas seu comportamento pode ser extensível usando sua API de plugins.
Os gráficos gerados pelo Netdata podem ser incorporados em páginas da web. Possui uma interface com temas personalizáveis e pode ser configurado manualmente pelo usuário via HTML.
Não possuí dependências, pois ele opera como seu próprio servidor web, com arquivos web estáticos.
A partir da versão 1.12, o Netdata coleta informações de uso anônimas por padrão e as envia ao Google Analytics, um recurso que pode ser desabilitado por meio de configuração manual.

## Operação
Ao executar o daemon no Linux usando o comando netdata, são geradas threads que coletam informações de cada recurso, usando plugins internos e/ou externos. Por sua vez, ele mantém um registro dos valores coletados na memória (sem fazer nenhuma E/S de disco).
Ele opera como um servidor web autônomo para seus próprios arquivos estáticos, necessários para a representação de seus painéis. Ele fornece uma API REST para que o navegador possa acessar as informações.
Cada instalação do aplicativo funciona de forma autônoma. Embora diferentes instâncias em execução do aplicativo possam ser salvas em um painel, cada instância do Netdata é independente. Somente o navegador pode conectar todas as instalações de diferentes sistemas, unificando gráficos de diferentes fontes como se viessem do mesmo servidor.

## Desenvolvimento
O Netdata é atualmente mantido por cerca de 400 colaboradores, todos ajudando (em vários níveis) a servir os milhares de usuários individuais e empresas que utilizam esta ferramenta.
O utilizador com mais contribuições é actualmente Costa Tsaousis, CEO e fundador da Netdata, com mais de 600.000 adições ao código. O segundo usuário mais ativo é Ilya Mashchenko.
A adição mais popular de todos os tempos ao Netdata parece ser a adição de suporte para coleta de dados do Vnstat, uma solicitação de pull de Noah Troy com quase 200 comentários individuais (mais do que qualquer outra solicitação de pull).
O recurso mais popular de todos os tempos parece ser a adição de suporte para executar vários trabalhos freeipmi do mesmo Netdata.